# 賈曉晨
賈 曉晨（ジャア・シァオチェン、簡体字: 贾晓晨、拼音: jiǎ xiǎochén、1982年9月20日 - ）は、中国山東省済南生まれ、回族の女性歌手・女優である。身長165cm、体重44kg。2009年3月現在の所属事務所およびレコード会社はスターJ&スナッズ・エンターテインメント・グループ。

## 人物･経歴
- 1982年、山東省済南市の回族の家庭に生まれる。回族としての民族名は法図麦（Fatumai）。
- 2001年、健康食品のCMなどに出演。
- 2003年、香港芸能界入り。ドラマや映画に出演の他、広告にモデルとしても出演。
- 2006年、TVBのクッキングバラエティ番組「美女厨房（日本の愛のエプロンのような番組）」の美少女厨神において、優勝する。
- 2007年、「味分高下」において、8人いる助手・味之天使に選ばれる。この時、つけられた名前が梳打（ソーダ）で、そのまま彼女の愛称になっている。
- 2008年7月、ソロアルバム「今天・将来」で歌手デビューを果たす。
- 2015年11月、俳優の樊少皇と結婚。[1]

## 出演作品

### ドラマ
- 2002年
  - 金剪刀（中国）
- 2003年
  - 男人三部曲（中国）
- 2004年
  - 侠医伝奇（香港）
- 2007年
  - 森之愛情 第8話ゲスト - 看護士Angel 役
- 2008年
  - 盛装舞歩愛作戦 - Lola 役
  - 震撼世界的七日（四川大地震ドキュメンタリードラマ） - 馮倪 役
- 2009年
  - 大冬瓜（ゲスト）
  - 絶代商嬌
  - 廉政行動2009 第5話ゲスト
  - 海関故事
- 2010年
  - 愛回家
  - 掌上明珠
  - 女人最痛
- 2012年
  - 缺宅男女
  - 耀舞長安
  - 飛虎
  - 怒火街頭2
  - 名媛望族
  - 法網狙撃
- 2013年
  - 戀愛季節
  - 好心作怪
  - 情逆三世縁
- 2014年
  - 兄弟們上
- 2015年
  - 閃亮茗天
  - 蜀山戦紀之剣侠伝奇
- 2016年
  - 末代御医
- 2017年
  - 一剣横空

### 映画
- 2004年
  - 絶処逢生（香港、監督：梁鴻華）
- 2005年
  - 魔幻賭船（香港、監督：梁鴻華）
  - 妻骨未寒（香港、監督：羅恵徳）
- 2006年
  - イザベラ／伊沙貝拉（香港、監督：パン・ホーチョン） - 張麗華 役
  - 茶色生香（中国、監督：孟奇） - 章麗蕾 役
- 2007年
  - 校墓処（香港、監督：銭文錡） - 阮詩音 役
- 2008年
  - 内衣少女（香港、監督：陳慶嘉、陳小珍） - CC 役
  - 有双殭屍暗恋你（香港、監督：銭江漢、プロデューサー：バリー・ウォン（王晶）） - 陳美詩 Macy 役
- 2009年
  - それでも恋する楽観男子／矮仔多情（香港、監督：阮世生） - 沈嘉慧 役
- 2010年
  - 燃えよ!じじぃドラゴン 龍虎激闘／打擂台（香港、監督：郭子健） - 桂 役　（映画祭時タイトル「燃えよ!じじぃドラゴン 龍虎激闘」）
  - 翡翠明珠（香港、監督：秦小珍） - 楊花 役
- 2011年
  - 我愛HK開心萬歳（香港、監督：曾志偉、鍾樹佳） - 夏寶玲 役
  - 最強囍事（香港、監督：陳慶嘉、秦小珍） - Kiki 役
  - 単身男女/独身の行方／單身男女（香港、監督：ジョニー・トー） - Joyce 役
  - 我要做o靚模
- 2012年
  - コールド・ウォー 香港警察 二つの正義／寒戰（香港、監督：ロンマン・レオン、サンニー・ルク）
  - 我老公唔生性（香港、監督：ジェームス・ユエン）
- 2013年
  - 飛虎出征（香港、監督：麦詠麟）
- 2015年
  - 色模（香港、監督：羅恵敏、仁傑）

### バラエティ番組・特別番組
- 2006年
  - 美女厨房
- 2007年
  - 歓楽満東華
  - 近厨得食
  - 開心聊齋
  - 味分高下 - 助手・味乃天使（梳打）
  - 愚楽 I Love U Summer
- 2008年
  - 職安健同心実践二十年
  - 名人飯局
  - 愛情研究院 - 香港J2チャンネル
  - 娯楽直播
  - 360°音楽無辺
  - 衆志成城抗震救災 -四川大地震特別番組-
  - 演芸界521関愛行動大匯演
  - 中国加油！全民迎聖火 -北京オリンピック・聖火リレー関連番組-
  - 全港同心迎奥運之緑色奥運在大埔 -北京オリンピック関連番組-
  - 全港同心迎奥運 動感東区展活力 -北京オリンピック関連番組-
  - 全港同心迎奥運 全情投入在南区 -北京オリンピック関連番組-
  - 娯楽金剛圏 -香港TVB8チャンネル-
  - ライブスタイル・チャンネル -香港TVB-

など多数

### ラジオドラマ
- 2008年
  - 海盗啤ラジオドラマシリーズ・香港国際空港十周年呈献飛躍十年 （香港・メトロラジオ）
  - 又愛上子夜場 - 你我他、不要走 （香港・商業ラジオ）

## 広告
- 2001年
  - 神州牌護眼灯（中国）
  - 山東聖栄房地産（中国）
  - 脂鋅康～健康食品（中国）
- 2002年
  - 青島ビール（中国）
- 2004年
  - 沐蘭spa（香港）
  - 伊卡露絲彩粧（中国）
  - 「Salon Ide」イメージガール（香港）
- 2005年
  - 香港観光協会（香港）
  - マスミューチュアル生命保険（シティバンク）（アメリカ）
  - 恒生銀行（香港）
  - 中華電力（香港）
  - サンミゲルビール（香港）
  - 羽西化粧品（中国）
  - ピザハット（香港）
  - Tempo ナプキン（香港）
- 2006年
  - tvbeople （香港）＊TVCM
  - 東方紅即食燕盞（香港）
  - リーボック（香港）
- 2007年
  - Pink Magic（香港）
  - カールスバーグ Chill ビール（香港）
  - SANYOカメラ（香港）
  - HSBC銀行クレジットカード（香港）
- 2009年
  - Braun Silk。epil Xpressive（香港）

## 音楽活動

### 参加したミュージックビデオ
- 2005年
  - 張衛健（ディッキー・チョン） – 『I say You say』
- 2006年
  - 王浩信 – 『猫歩』
  - 鄭中基（ロナルド・チェン） – 『三生有幸』
- 2007年
  - 蕭潤邦 – 『背上的肖像』
- 2008年
  - 陳百祥（ナタリス・チャン） – 『男人心事』
  - 廖成達（タット・ディック） – 『Miss H.K』

### アルバム
発売元はすべてスナッズ･ミュージック
- 2008年
  - 「今天・将来」（デビューアルバム）

### シングル
- 2008年
  - 「望夫石」（初の広東語歌曲）
  - 「難忘」
  - 「聴你的愛情」
  - 「花猫変身豹」
  - 「不要走」
  - 「最愛的愛」

### 合唱曲
- 2007年
  - 「我們就是力量」 -EO2、鄧穎芝（ヴァンジー・タン）、范萱蔚（パーシー・ファン）、裕美との合唱-
  - 「大節日」 -EO2、高皓正（ザック・カオ）、鄧穎芝、裕美、唐寧（レイラ・トン）、范萱蔚との合唱-
- 2008年
  - 「一種快楽 一種苦」 -狄易達（タット・ディック）とのデュエット-

## 写真集
- 2008年
  - 「be natural be yourself」